# Исцеление двух слепых и немого бесноватого
Исцеле́ние двух слепы́х и немо́го беснова́того — библейский сюжет, повествующий об исцелении, дарованном Иисусом Христом иерихонским слепцам и немому бесноватому.Это не притча, а повествование

## Тексты притчи в Библии
От Матфея: «Когда Иисус шёл оттуда, за Ним следовали двое слепых и кричали: помилуй нас, Иисус, сын Давидов! Когда же Он пришёл в дом, слепые приступили к Нему. И говорит им Иисус: веруете ли, что Я могу это сделать? Они говорят Ему: ей, Господи! Тогда Он коснулся глаз их и сказал: по вере вашей да будет вам. И открылись глаза их».
От Марка: «Приходят в Иерихон. И когда выходил Он из Иерихона с учениками Своими и множеством народа, Вартимей, сын Тимеев, слепой сидел у дороги, прося милостыни. Услышав, что это Иисус Назорей, он начал кричать и говорить: Иисус, Сын Давидов! помилуй меня. Многие заставляли его молчать; но он ещё более стал кричать: Сын Давидов! помилуй меня. Иисус остановился и велел его позвать. Зовут слепого и говорят ему: не бойся, вставай, зовет тебя. Он сбросил с себя верхнюю одежду, встал и пришел к Иисусу. Отвечая ему, Иисус спросил: чего ты хочешь от Меня? Слепой сказал Ему: Учитель! чтобы мне прозреть. Иисус сказал ему: иди, вера твоя спасла тебя. И он тотчас прозрел и пошел за Иисусом по дороге».
От Луки: «Когда же подходил Он к Иерихону, один слепой сидел у дороги, прося милостыни, и, услышав, что мимо него проходит народ, спросил: что это такое? Ему сказали, что Иисус Назорей идет. Тогда он закричал: Иисус, Сын Давидов! помилуй меня. Шедшие впереди заставляли его молчать; но он ещё громче кричал: Сын Давидов! помилуй меня. Иисус, остановившись, велел привести его к Себе: и, когда тот подошел к Нему, спросил его: чего ты хочешь от Меня? Он сказал: Господи! чтобы мне прозреть. Иисус сказал ему: прозри! вера твоя спасла тебя. И он тотчас прозрел и пошел за Ним, славя Бога; и весь народ, видя это, воздал хвалу Богу».

## Трактовки богословов

### Святой праведный Иоанн Кронштадский
Иоанн Кронштадский сравнивает слепоту юродивых из притчи с духовной слепотой современного человека. Он отмечает:

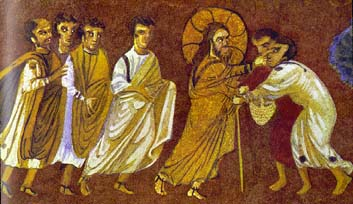
Фрагмент Синопского кодекса, иллюстрирующий исцеление двух слепых

«Это, во-первых, слепота недоучек или уж совсем переучившихся некоторых людей нынешнего времени, которые в премудром устройстве мира не видят перста Божия, все создавшего и всем управляющего, и почитают его произведением случая, как самих себя, и делают из своей жизни как бы игрушку и забаву, и, когда эта игрушка надоест им почему-либо, они беспощадно её ломают, то есть налагают на себя руки; или же они делают её рядом злодеяний над другими и потешаются бедствиями человеческими … Во-вторых, слепота души есть слепота раскола и суеверий. В-третьих, слепота душевная есть слепота простонародья, не знающего самых необходимых истин веры своей и правил жизни христианской».

### Святитель Николай Сербский (Велимирович)
Святитель Николай (Велимирович) пишет:
«Наш евангелист упоминает о сем случае только в двух предложениях, словно мимоходом. Но представьте, какое это событие: изгнать беса из одержимого, исцелить человека от немоты, даровать ему спокойную и разумную речь! Это событие больше любой войны, о которой написано множество книг».

### Святитель Феофан Затворник
Святитель Феофан Затворник, комментируя притчу, отмечает:
«Кто отворяет себя верою, того преисполняет Бог, а кто затворился неверием, в того не входит хоть и близ есть».

## В искусстве

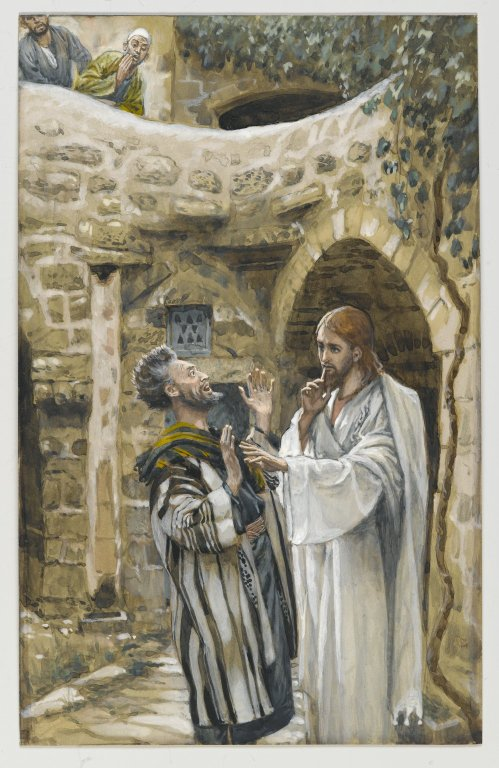
Картина французского художника Джеймса Тиссо «Иисус Христос исцеляет немого бесноватого»

Этому библейскому сюжету посвящены многие произведения изобразительного искусства, например, гравюра Гюстава Доре «Слепой, немой и бесноватый», фрагмент Синопского кодекса, картина Джеймса Тиссо «Иисус Христос исцеляет немого бесноватого».